# 백석동 (인천)
백석동은 인천 서구의 법정동이며, 현재 행정동은 검암경서동이나 경인 아라뱃길 이북이라 검단과 한 생활권으로 묶이며 유정복의 제안으로 시작되어 입법되어 2026년 7월 1일 시행되는 인천광역시 행정체제 개편안에서 검단구에 편입될 계획이다. 또 인천검단소방서 관할이다. 따라서 경인 아라뱃길 이북에 위치한 검암경서동 중에서 법정동으로 분류되는 다른 동으로는 시천동 일부 만 해당된다. 단 검암동 아라뱃길 수면 일부가 백석동을 접하면서 분할 경계선 이북에 속해 검단구에 같이 편입된다.
2025년 서구청의 입법예고에 따르면, 백석동과 시천동 강북지역은 2025년 하반기에 행정동 당하동에 편입되며, 검암동 공유수면은 늦어도 2026년까지 법정동 백석동에 편입된다.

## 같이 보기
- 검단구
- 검암경서동